# Curry County (Oregon)
Curry County ist ein County im Bundesstaat Oregon der Vereinigten Staaten. Das U.S. Census Bureau hat bei der Volkszählung 2020 eine Einwohnerzahl von 23.446 ermittelt. Der Sitz der Countyverwaltung (County Seat) ist Gold Beach.

## Geographie
Das County hat eine Fläche von 5150 Quadratkilometern; davon sind 935 Quadratkilometer (18,16 Prozent) Wasserfläche. Der Pistol River liegt vollständig im Territorium des County.

## Geschichte
Das County wurde am 18. Dezember 1855 gegründet und nach George Law Curry benannt, der von 1853 bis 1859 Gouverneur des Oregon-Territoriums war.
44 Bauwerke und Stätten des Countys sind im National Register of Historic Places (NRHP) eingetragen (Stand 8. Juni 2018).

## Demografische Daten

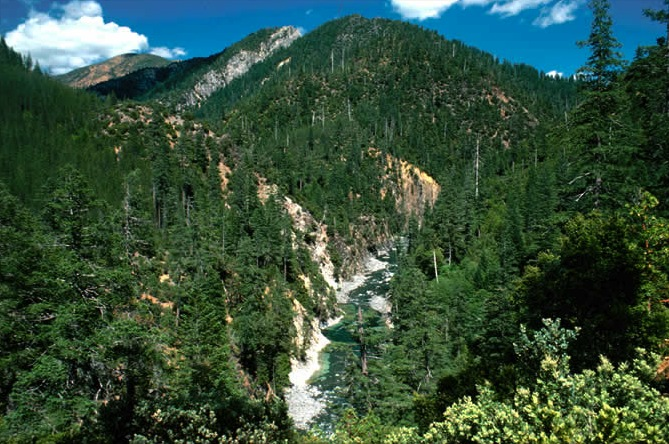
Der Chetco River in der Kalmiopsis Wilderness

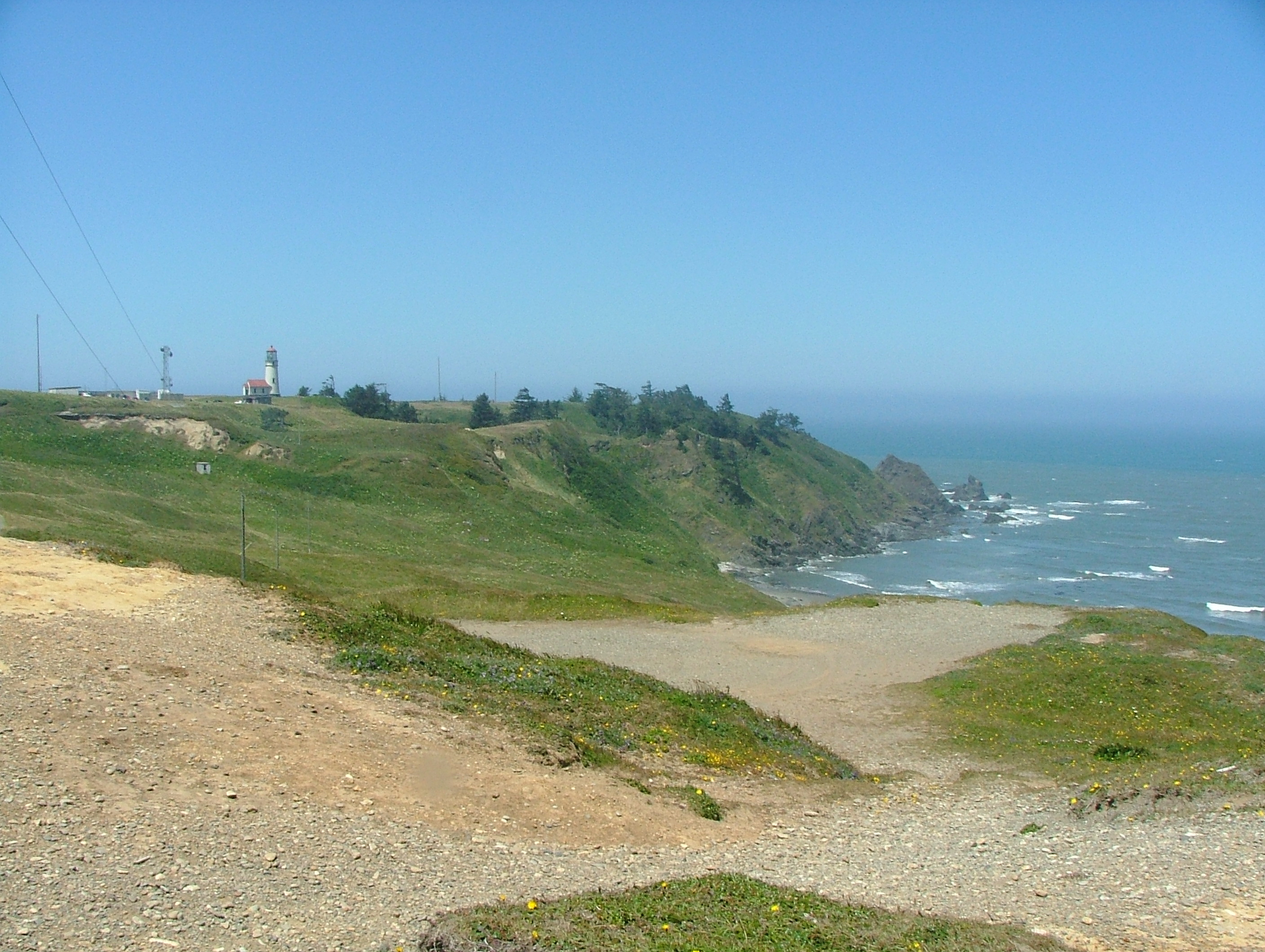
Das Cape Blanco

Nach der Volkszählung im Jahr 2000 lebten im County 21.137 Menschen. Es gab 9543 Haushalte und 6183 Familien. Die Bevölkerungsdichte betrug 5 Einwohner pro Quadratkilometer. Ethnisch betrachtet setzte sich die Bevölkerung zusammen aus 92,89 % Weißen, 0,15 % Afroamerikanern, 2,14 % amerikanischen Ureinwohnern, 0,70 % Asiaten, 0,11 % Bewohnern aus dem pazifischen Inselraum und 1,11 % Prozent aus anderen ethnischen Gruppen; 2,90 % stammten von zwei oder mehr ethnischen Gruppen ab. 3,60 % der Bevölkerung waren spanischer oder lateinamerikanischer Abstammung.
Von den 9543 Haushalten hatten 20,90 % Kinder und Jugendliche unter 18 Jahre, die bei ihnen lebten. 54,50 % waren verheiratete, zusammenlebende Paare, 7,20 % waren allein erziehende Mütter. 35,20 % waren keine Familien. 29,70 % waren Singlehaushalte und in 14,70 % lebten Menschen im Alter von 65 Jahren oder darüber. Die Durchschnittshaushaltsgröße betrug 2,19 und die durchschnittliche Familiengröße lag bei 2,66 Personen.
Auf das gesamte County bezogen setzte sich die Bevölkerung zusammen aus 19,20 % Einwohnern unter 18 Jahren, 4,80 % zwischen 18 und 24 Jahren, 20,00 % zwischen 25 und 44 Jahren, 29,40 % zwischen 45 und 64 Jahren und 26,60 % waren 65 Jahre alt oder darüber. Das Durchschnittsalter betrug 49 Jahre. Auf 100 weibliche Personen kamen 96,60 männliche Personen, auf 100 Frauen im Alter ab 18 Jahren kamen statistisch 94,80 Männer.

Das jährliche Durchschnittseinkommen eines Haushalts betrug 30.117 USD, das Durchschnittseinkommen der Familien betrug 35.627 USD. Männer hatten ein Durchschnittseinkommen von 31.772 USD, Frauen 22.416 USD. Das Prokopfeinkommen betrug 18.138 USD. 12,20 % der Bevölkerung und 9,70 % der Familien lebten unterhalb der Armutsgrenze. 13,60 % davon waren unter 18 Jahre und 10,60 % waren 65 Jahre oder älter.

## Orte
- Brookings
- Gold Beach
- Port Orford